# إيسوكي أتسومي
إيسوكي أتسومي (باليابانية: 渥美 瑛亮) (مواليد 1 ديسمبر 1995) هو لاعب كرة قدم ياباني.

## وصلات خارجية
- إيسوكي أتسومي على موقع رابطة كرة القدم اليابانية للمحترفين (اليابانية)
- إيسوكي أتسومي على موقع Soccerway.com (الإنجليزية)